# Канаш (нижний приток Исети)
Канаш — небольшая река в Шадринском районе Курганской области, левый приток реки Исети. На реке стоит город Шадринск. Длина — 30 км, площадь водосборного бассейна — 313 км². Высота устья около 73 м над уровнем моря.

## История
При впадении реки Канаш в Исеть находилась заимка Шадрина, на месте которой была основана Шадринская слобода, давшая начало городу Шадринск.

## Происхождение названия
Существует версия, что гидроним «Канаш» происходит от чувашского слова «канаш», что по-русски означает «совет».

## Населённые пункты
- д. Агапино
- д. Иванищевское
- с. Ганино
- город Шадринск

## Данные водного реестра
По данным государственного водного реестра России относится к Иртышскому бассейновому округу, водохозяйственный участок реки — Исеть от впадения реки Теча и до устья, без реки Миасс, речной подбассейн реки — Тобол. Речной бассейн реки — Иртыш..